# Episodi di Agenzia Rockford (seconda stagione)
La seconda stagione della serie televisiva Agenzia Rockford è stata trasmessa in anteprima negli Stati Uniti d'America dalla NBC tra il 12 settembre 1975 e il 19 marzo 1976. In Italia è stata trasmessa su Italia 1 nel 1983.
| nº | Titolo originale                                 | Titolo italiano                       | Prima TV USA      | Prima TV Italia |
| -- | ------------------------------------------------ | ------------------------------------- | ----------------- | --------------- |
| 1  | The Aaron Ironwood School of Success             | La scuola del successo                | 12 settembre 1975 |                 |
| 2  | The Farnsworth Stratagem                         | Il 2% per un bidone                   | 19 settembre 1975 |                 |
| 3  | Gearjammers (Part 1 & 2)                         | Preso di mira (prima e seconda parte) | 26 settembre 1975 |                 |
| 4  | Gearjammers (Part 1 & 2)                         | Preso di mira (prima e seconda parte) | 3 ottobre 1975    |                 |
| 5  | The Deep Blue Sleep                              | Il sonno blu profondo                 | 10 ottobre 1975   |                 |
| 6  | The Great Blue Lake Land and Development Company | Il lago invisibile                    | 17 ottobre 1975   |                 |
| 7  | The Real Easy Red Dog                            | Dov'è andato il cane rosso?           | 31 ottobre 1975   |                 |
| 8  | Resurrection in Black & White                    | Resurrezione in bianco e nero         | 7 novembre 1975   |                 |
| 9  | Chicken Little Is a Little Chicken               | 30.000 $ che scottano                 | 14 novembre 1975  |                 |
| 10 | Into 5.56 Won't Go                               | I fantasmi                            | 21 novembre 1975  |                 |
| 11 | Pastoria Prime Pick                              | Pastoria, prima tappa                 | 28 novembre 1975  |                 |
| 12 | The Reincarnation of Angie                       | La reincarnazione di Angie            | 5 dicembre 1975   |                 |
| 13 | The Girl in the Bay City Boys Club               | La ragazza del club                   | 19 dicembre 1975  |                 |
| 14 | The Hammer of C Block                            | Il picchiatore del blocco C           | 9 gennaio 1976    |                 |
| 15 | The No-Cut Contract                              | Dove sono i nastri?                   | 16 gennaio 1976   |                 |
| 16 | A Portrait of Elizabeth                          | Il ritratto di Elisabetta             | 23 gennaio 1976   |                 |
| 17 | Joey Blue Eyes                                   | Joey dagli occhi blu                  | 30 gennaio 1976   |                 |
| 18 | In Hazard                                        | In pericolo                           | 6 febbraio 1976   |                 |
| 19 | The Italian Bird Fiasco                          | I tre cormorani                       | 13 febbraio 1976  |                 |
| 20 | Where's Houston?                                 | Hanno rapito Houston                  | 20 febbraio 1976  |                 |
| 21 | Foul on the First Play                           | Le piace il basket?                   | 12 marzo 1976     |                 |
| 22 | A Bad Deal in the Valley                         | Un cattivo affare nella valle         | 19 marzo 1976     |                 |

## La scuola del successo
- Titolo originale: The Aaron Ironwood School of Success
- Diretto da: Lou Antonio
- Scritto da: Stephen J. Cannell

### Trama
Rockford è sospettoso quando il suo amico d'infanzia Aaron Ironwood, un venditore di franchising di successo, gli chiede di firmare come capo ufficiale dell'impero degli affari di Aaron.
Guest stars: James Hampton, Ken Swofford, Jonathan Lippe.

## Il 2% per un bidone
- Titolo originale: The Farnsworth Stratagem
- Diretto da: Lawrence Doheny
- Scritto da: Juanita Bartlett

### Trama
Quando il sergente Becker diventa una delle vittime di truffa, Rockford escogita un suo piano contorto per riavere i soldi.
Guest stars: Linda Evans, H. M. Wynant, Stuart Margolin, Paul Jenkins, Pat Finlay.

## Preso di mira (prima e seconda parte)
- Titolo originale: Gearjammers (Part 1 & 2)
- Diretto da: William Wiard
- Scritto da: Stephen J. Cannell e Don Carlos Dunaway

### Trama
Rocky Sr. è stato preso di mira quando vede qualcosa che non dovrebbe mentre si reca per gli uffici di un'azienda di autotrasporti, ma trova anche il cadavere dell'amico. Rockford è ansioso di proteggere Rocky, ma ci sono aspetti della vita di suo padre di cui Jim non sa nulla.

## Il sonno blu profondo
- Titolo originale: The Deep Blue Sleep
- Diretto da: William Wiard
- Scritto da: Chad Floyd Johnson e Juanita Bartlett

### Trama
Una modella viene trovata uccisa dopo aver fatto una telefonata sia alla sua amica Beth e sia a Rockford, portandolo al mondo della moda, pieno di documenti legali e denaro sporco.
Guest stars: Robert Webber, Michael Conrad, Janet MacLachlan.

## Il lago invisibile
- Titolo originale: The Graìeat Blue Lake Land and Development Company
- Diretto da: Lawrence Doheny
- Scritto da: Juanita Bartlett

### Trama
Rockford rimane bloccato in una città deserta e la cauzione di $10.000 del suo cliente viene rubata. Rockford progetta di riaverlo indietro, solo per averlo restituito senza problemi, ma viene accusato dell'omicidio di un venditore immobiliare.
Guest stars: Dana Elcar, Dennis Patrick, Richard B. Shull.

## Dov'è andato il cane rosso?
- Titolo originale: The Real Easy Red Dog
- Diretto da: Ivan Dixon
- Scritto da: Stephen J. Cannell

### Trama
Una donna assume Rockford per indagare su uno strano suicidio, ma in realtà è un investigatore privato senza alcun legame con la persona morta, che cerca di deviare la polizia dal suo caso, mettendo nei guai con il tenente Dixon.
Guest stars: Stefanie Powers, Tom Atkins, Bruce Kirby, Sherry Jackson.

## Resurrezione in bianco e nero
- Titolo originale: Resurrection in Black and White
- Diretto da: Russ Mayberry
- Scritto da: Juanita Bartlett e Stephen J. Cannell

### Trama
Una giornalista assume Rockford per scagionare un uomo condannato per omicidio, ma non hanno un buon modo per iniziare a indagare poiché il fascicolo della polizia è scomparso.
Guest stars: Joan Van Ark, John Lawlor, William Prince, Milton Selzer, Sandra Smith.

## 30.000$ che scottano
- Titolo originale: Chicken Little is a Little Chicken
- Diretto da: Lawrence Doheny
- Scritto da: Stephen J. Cannell

### Trama
Angel ha guadagnato qualche soldo veloce e assume Rockford per riscuotere, ma nasconde tutte le informazioni importanti su come ci sia entrato.
Guest stars: Frank Campanella, Ray Danton, Charles Horvath, Sandy Ward.

## I fantasmi
- Titolo originale: 2 Into 5.56 Won't Go
- Diretto da: Jeannot Swzarc
- Scritto da: Stephen J. Cannell

### Trama
L'ufficiale in comando di Rockford dai tempi dell'esercito viene ucciso dopo aver contattato Jim per la prima volta da anni, e la spiegazione di quest'ultimo non è creduta da un investigatore militare o dalla figlia adulta sconvolta del colonnello.

## Pastoria, prima tappa
- Titolo originale: Pastoria Prime Pick
- Diretto da: Lawrence Doheny
- Scritto da: Gordon Dawson

### Trama
Rockford ha problemi con la macchina in una cittadina, fermandosi in una stanza di motel per la notte, si ritrova in situazioni criminali sempre più gravi, con alcune delle persone più potenti della città, tra cui il sindaco e lo sceriffo, pronti a testimoniare contro di lui.

## La reincarnazione di Angie
- Titolo originale: The Reincarnation of Angie
- Diretto da: Jerry London
- Scritto da: Stephen J. Cannell

### Trama
Una giovane donna senza soldi, assume Rockford per trovare suo fratello, un agente di cambio che risulta coinvolto in certificati azionari contraffatti per un valore di mezzo milione di dollari.

## Le ragazze del club
- Titolo originale: The Girl in the Bay City Boys Club
- Diretto da: James Garner
- Scritto da: Juanita Bartlett

### Trama
Rockford si reca in un club per giocare una partita di poker forse truccata da un uomo che non dice di essere. Dopo la partita Jim viene seguito da una donna che gli mente anche sulla sua identità, ma risultano essere i due procuratori distrettuali, che è l'ultimo dei problemi di Jim, poiché i criminali sono molto interessati a far continuare i giochi di poker e subito uno dei due procuratori distrettuali viene ucciso.

## Il picchiatore di C-Block
- Titolo originale: The Hammer of C-Block
- Diretto da: Jerry London
- Scritto da: Gordon Dawson

### Trama
Un ex detenuto, appena uscito di prigione dopo aver scontato la sua pena per omicidio, ottiene un debito che Rockford gli deve se lui deve indagare sull'omicidio della fidanzata, per il quale lui è stato condannato.

## Dove sono i nastri?
- Titolo originale: The No-Cut Contract
- Diretto da: Lou Antonio
- Scritto da: Stephen J. Cannell

### Trama
Un allenatore di una squadra di football della lega minore si prende la calma facendo in mondo che i criminali e l'FBI inseguano Rockford, affermando di aver visto Rockford uccidere il manager della squadra.

## Il ritratto di Elisabetta
- Titolo originale: A Portrait of Elizabeth
- Diretto da: Meta Rosenberg
- Scritto da: Stephen J. Cannell

### Trama
Una donna è molto attratta da un dirigente aziendale, quando assume Rockford per indagare su alcune transizioni finanziarie sospette in una delle filiali.
Guest star: John Saxon

## Joey dagli occhi blu
- Titolo originale: Joey Blue Eyes
- Diretto da: Lawrence Doheny
- Scritto da: Walter Dallenbach

### Trama
Alcuni ambigui aziendali guidati da un imprenditore cercano di rilevare il ristorante di un ex detenuto proprio quando si sta espandendo in franchising, Rockford viene intimidito da Beth per accettare il caso.

## In pericolo
- Titolo originale: In Hazard
- Diretto da: Jackie Cooper
- Scritto da: Juanita Bartlett

### Trama
Quando si ritrova in prigione, Beth si rende conto che i suoi clienti hanno legami con gli inferi. Con la sua vita in pericolo, si rivolge disperatamente a Rockford per chiedere aiuto.

## I tre cormorani
- Titolo originale: The Italian Bird Fiasco
- Diretto da: Jackie Cooper
- Scritto da: Edward J. Lasko

### Trama
Rockford viene assunto da un collezionista d'arte per fare un'offerta su tre sculture di uccelli di legno che sono arrivate sul mercato.

## Hanno rapito Houston
- Titolo originale: Where's Houston?
- Diretto da: Lawrence Doheny
- Scritto da: Don Carlos Dunaway

### Trama
L'amico di Rocky viene ucciso e sua nipote viene rapita, ma ci sono pochissime prove per convincere il tenente Diehl a indagare, quindi Rockford e Rocky indagano.

## Le piace il basket?
- Titolo originale: Foul on the First Play
- Diretto da: Lou Antonio
- Scritto da: Chad Floyd Johnson, Dorothy J. Bailey e Stephen J. Cannell

### Trama
Un vecchio agente per la libertà vigilata di Rockford, finge ancora di avere quel lavoro, assume Jim con una storia falsa che lo fa aggredire.

## Un cattivo affare nella valle
- Titolo originale: A Bad Deal in the Valley
- Diretto da: Jerry London
- Scritto da: Donald L. Gold e Lester Wm. Berke

### Trama
Rockford consegna un pacco alla sua vecchia fiamma, ma scopre che si tratta di $100.000 in banconote contraffatte e viene arrestato dalle autorità federali, il suo unico modo è di risolvere il caso da solo.